# غاري جونز (دراج)
غاري جونز (بالإنجليزية: Garry Jones)‏ هو دراج أسترالي، ولد في 1 مايو 1940.

## وصلات خارجية
- غاري جونز على موقع أرشيف الدراجات (الإنجليزية)
- غاري جونز على موقع إحصائيات الدراجات الإحترافية (الإنجليزية)
- غاري جونز على موقع أوليمبيديا (الإنجليزية)
- غاري جونز على موقع اللجنة الأولمبية الأسترالية (الإنجليزية)